# Kuchenheim
Kuchenheim este un cartier al orașului Euskirchen, cu circa 3200 locuitori, localizat la est de centrul orașului. Echipa de handbal a cartierului, care există din anul 1906, este cunoscută și în afara landului Renania de Nord-Westfalia. Jucători de handbal mai cunoscuți din anii 1960 / 1970 sunt Günter Behr, Toni Lingscheidt și Peter Biertz. În Kuchenheim, printre lucrurile interesante de văzut, se găsesc muzeul fabricii de textile Tuchfabrik Müller și ruinele cetății medievale din apropiere. 

## Personalități marcante
- Günter Behr, fost jucător de handbal
- Willi Graf (1918–1943), membru al grupei de rezistență antifascistă „Weiße Rose“
- Heinrich Ruster (1884–1942), scriitor, care a făcut parte din opoziția catolică antinazistă
- Franz Joseph Schorn (1834–1905), constructor de orgi